# AeroSucre
AeroSucre là hãng hàng không vận chuyển hàng hóa của Colombia, trụ sở ở Bogotá. Căn cứ chính của hãng ở Sân bay quốc tế El Dorado, (Bogotá). Sau các vụ tai nạn, AeroSucre được đánh giá là hãng hàng không nguy hiểm nhất thế giới.

## Lịch sử
AeroSucre được thành lập và bắt đầu hoạt động từ năm 1969. Hãng có các tuyến đường vận chuyển hàng hóa quốc nội, quốc tế, và chở hành khách thuê bao trong châu Mỹ.

## Đội máy bay
| Loại máy bay   | Số đăng ký         | Số lượng | Chú thích                                        |
| -------------- | ------------------ | -------- | ------------------------------------------------ |
| Boeing 727-200 | HK-5216 và HK-5239 | 2        | Đang hoạt động                                   |
| Boeing 737-200 | HK-5192 và HK-5026 | 2        | AeroSucre từng có 7 chiếc.                       |
| Boeing 737-300 | HK-5370            | 1        | 2 nguồn tham khảo có số lượng máy bay khác nhau. |
| Boeing 737-400 | HK-5434            | 1        | Đã mua lại.                                      |

## Tai nạn và sự cố
Ngày 18 tháng 11 năm 2006, máy bay Boeing 727-23F chở hàng hóa của AeroSucre đã bị rơi ở gần Leticia, Colombia khi đáp xuống sân bay vì đâm vào tháp ăng-ten, do thời tiết có sương mù, tầm nhìn xa không rõ. Tất cả năm nhân viên phi hành đều thiệt mạng và chỉ có 1 kỹ sư may mắn sống sót.
Ngày 20 tháng 12 năm 2016, máy bay Boeing 727-200 mang số đăng bạ HK-4544 chở hàng hoá của Aerosucre số hiệu 157 bị rơi sau khi cất cánh khi trên đường đến Bogota vì chở quá tải trọng 1 tấn và chạy quá đường băng khiến cánh tà rách, động cơ số 3 bị hỏng, 5 nhân viên phi hành đoàn thiệt mạng và chỉ có 1 kỹ sư sống sót.